# 費德烈·薛曼
費德烈·卡爾·薛曼（英語：Frederick Carl Sherman，1888年5月27日—1957年7月27日）是在第二次世界大戰期間獲得許多功績的美國海軍中將。

## 外部連結
- http://www.microworks.net/PACIFIC/biographies/frederick_sherman.htm （页面存档备份，存于）